# مدات قلوييف
مدات قزنفار أغلو قولييف (بالأذربيجانية:Quliyev Mədət Qəzənfər oğlu) (سبتمبر 1958، كنجه)، وزير الصناعة الدفاعية جمهورية أذربيجان (2019- حتى الآن)، ورئيس جهاز أمن أذربيجان الحكومية (2015-2019)، البطل الوطني لأذربيجان، وكولونيل عام.

## حياته
ولد مدات قزنفار أغلو قولييف في 27 سبتمبر 1958 في مدينة كنجه في أسرة نبيه. والده مهندس، وأمه زمباق قولييفا مدرسة لغة وأدب. بدأ دراسته في مدرسة رقم 1 في عام 1965، و تخرج من المدرسة رقم 8 في عام 1975.
في 1975 دخل إلى المعهد الأعلى للتربية البدنية، وتخرج منها في 1980. وفي عام 1979 أصبح أستاذاً في الجودو في الاتحاد السوفييتي، وفي العام التالي خدم في صفوف الجيش ووزارة الشؤون الداخلية لجمهورية أذربيجان.

## وظائفه
تخرج من أكاديمية الشرطة في جمهورية أذربيجان في عام 1997.، وفي عام 2001 أصبح رئيسًا لمكتب مكافحة الجريمة المنظمة، و رئيسًا لإدارة مكافحة المخدرات. وترقى إلى رتبة عقيد، وأصبح رئيسا للشرطة الجنائية الدولية في أذربيجان في عام 2004.
- تم تعيينه نائبًا لوزير العدل في أذربيجان في فبراير 2011.
- تم تعيينه نائبا أول لوزير الأمن الحكومي في 20 أكتوبر 2015.
- في 14 ديسمبر 2015 تم ترقيته إلى كولونيل عام، وتعيينه وزيرًا للأمن في جمهورية أذربيجان.[4]

## درجته
- عقيد في 26 ديسمبر 1995.

- لواء في 30 يونيو 2005.
- فريق في 19 نوفمبر 2012.
- كولونيل عام في 26 سبتمبر 2018.[5]

## جوائزه
- البطل الوطني لأذربيجان في 26 ديسمبر 1995.
- وسام "خدمات الوطن"
- ميدالية "لخدماته تامميزة في هيئات الشؤون الداخلية - الدرجة الأولى، الثانية، الثالثة.